# Панджаитан, Дональд
Дональд Исаак (Исаакус) Панджаитан (индон. Donald Isaac (Izacus) Panjaitan) — индонезийский военный деятель, бригадный генерал, национальный герой Индонезии. С 1963 по 1965 годы — четвёртый заместитель начальника штаба сухопутных войск Национальной армии Индонезии. Во время попытки государственного переворота, совершённой левой группировкой «Движение 30 сентября», убит мятежниками в собственном доме.

## Ранние годы жизни
Дональд Панджаитан родился в 1925 году на Северной Суматре. Вскоре после того, как он окончил среднюю школу, Индонезия была оккупирована японскими войсками. Во время японской оккупации Панджаитан прошёл обучение на курсах сержантского и младшего офицерского состава ополчения «Гиюгун» (индон. Giyugun), формировавшегося японской оккупационной администрацией из индонезийцев. После окончания курсов был отправлен на службу в город Паканбару, где служил до окончания японской оккупации.

## Карьера в индонезийской армии
В ноябре 1945 года Дональд Панджаитан вступил в ряды молодой индонезийской армии в должности командира батальона. В марте 1948 года он был назначен заместителем командира 11-й дивизии «Бантенг» (англ. XI/Banteng Division) по учебно-воспитательной работе. Позже Панджаитан стал четвертым заместителем командующего Суматранской армии, курирующим снабжение войск. В 1947 году, когда голландцы начали новое крупномасштабное наступление против индонезийских войск, известное как вторая полицейская акция, Панджаитан был назначен ответственным за снабжение всей армии.
После того, как в 1949 году Нидерланды признали независимости Индонезии, Панджаитан был переведён в штаб-квартиру Суматранской дивизии в Медане. 2 января 1950 он был назначен начальником оперативного штаба 1-й дивизии «Букит Барисан» (индон. I/Bukit Barisan), а затем — представителем командующего 2-й дивизии «Шривиджая» (индон. II/Sriwijaya). С октября 1952 по июль 1957 года Панджаитан служил в качестве индонезийского военного атташе в Бонне, столице Федеративной Республики Германии; после возвращения из ФРГ он стал служить в Генеральном штабе. С декабря 1963 по июль 1964 года обучался в американском командно-штабном колледже Форт Ливенворт (штат Техас), после окончания которого был назначен четвёртым заместителем начальника Генерального штаба сухопутных войск генерал-лейтенанта Ахмада Яни.

## Смерть
Ранним утром 1 октября 1965 года левая военная группировка, известная как Движение 30 сентября и состоящая в основном из младших офицеров, попыталась совершить государственный переворот. По приказу руководителей Движения, была предпринята попытка похищения семи генералов — членов Генерального штаба индонезийской армии, в том числе и Дональда Панджаитана. Мятежники взломали ворота дома Панджаитана на улице Джалан Хасанудин (индон. Jalan Hasanudin) в южноджакартском районе Кебайоран Бару индон. Kebayoran Baru), ворвались в дом и убили нескольких слуг генерала, спящих на первом этаже. Угрожая семье Панджаитана, они потребовали от него немедленно спуститься вниз, но генерал предпринял попытку сбежать. Тогда мятежники открыли огонь и убили его; тело Панджаитана в армейском грузовике было отвезено в джакартское предместье Лубанг Буайя (индон. Lubang Buaya — буквально «крокодилья яма») и сбросили в яму.
5 октября, после провала попытки переворота, тела убитых мятежниками генералов, в том числе и генерала Дональда Панджаитана, были торжественно перезахоронены на Кладбище Героев в джакартском районе Калибата. В тот же день убитым генералам президентским декретом под номером 111/KOTI/1965 было посмертно присуждено почётное звание Героев революции (англ. Heroes of the Revolution), а Панджаитану посмертно присвоено звание генерал-майора.

## Награды
- Национальный герой Индонезии;
- Орден «Звезда Республики Индонезии» 2-й степени (1965)[8]